# Stierlitz
Max Otto von Stierlitz (en russe : Макс О́тто фон Шти́рлиц, IPA: [ˈʂtʲirlʲɪts] ) est le personnage principal d'une série de livres russes écrits dans les années 1960 par Julian Semenov et de son adaptation télévisée Dix-sept Moments de printemps, mettant en vedette Viatcheslav Tikhonov, ainsi que dans des longs métrages, produits à l'époque soviétique, et dans un nombre de suites et de préquelles. D'autres acteurs ont dépeint Stierlitz dans plusieurs autres films. Stierlitz est devenu un espion stéréotypé dans la culture soviétique et post-soviétique, semblable à James Bond dans la culture occidentale. L'historien américain Erik Jens a décrit Stierlitz comme étant « le héros le plus populaire et le plus vénérable de la fiction d'espionnage russe ».

## Origines des personnages
La culture de la Russie impériale était très fortement influencée par celle de la France et, par conséquent, les écrivains russes partageaient le mépris traditionnellement porté par les écrivains français envers les romans d'espionnage, considérés comme une littérature très inférieure. En Union soviétique, l'espionnage était décrit avant 1961 comme quelque chose commis contre l'État soviétique par ses ennemis et non comme une activité dans laquelle l'État soviétique lui-même s'est engagé. Le meilleur exemple de cette attitude est peut-être la fondation de SMERSH en 1943, qui était un acronyme du slogan de guerre Smert' shpionam! (« Mort aux espions ! »), qui reflétait l'image promue par l'État soviétique des espions comme un type de personnes peu recommandables qui méritaient d'être tuées sans pitié. De plus, l'héritage des Grandes Purges (Yezhovshchina) et d'autres répressions staliniennes avaient donné aux Tchéka (Chekisty), comme on appelle toujours les policiers secrets en Russie, une image très négative. En novembre 1961, Vladimir Semitchastny devient le président du KGB et s'emploie à améliorer l'image du Chekisty.
Semichastny voulait effacer la mémoire des Grandes Purges et donner au KGB une image plus positive. C'est pendant son mandat de président du KGB, de 1961 à 1967 que le culte des « héros espions » commence en Union soviétique, les médias soviétiques faisant l'éloge des réalisations d'espions tels que Harold "Kim" Philby, Richard Sorge et le colonel Rudolf Abel. Inspiré par la popularité des romans de James Bond en Occident, Semichastny encourage également les écrivains soviétiques à écrire des romans mettant en vedette des Chekisty héroïques. Un de ces romans est Aucun mot de passe requis (1966) par Julian Semenov, dont l'action se déroule pendant la guerre civile russe et qui marqué la première apparition de l'agent héroïque Cheka Maxim Maximovich Isaуev. En 1967, Semitchastny est remplacé en tant que président du KGB par Iouri Andropov qui  encourage également les écrivains à publier des romans mettant en vedette l'héroïque Chekisty.
En janvier-février 1969, le roman Dix-sept Moments de printemps de Julian Semenov, une suite de Aucun mot de passe requis (Пароль не нужен), est sérialisé dans la Pravda et est publié sous forme de livre par après, en 1969. Le roman se déroule à Berlin de mars à mai 1945 sous le titre L'Armée rouge a avancé sur Berlin, provoquant le désespoir des nazis tandis qu'Isayev, qui se cache à Berlin sous le pseudonyme de Max Otto von Stierlitz, manœuvre pour vaincre leurs plans. Impressionné par la réponse publique favorable à Dix-sept Moments de printemps, Andropov insiste pour que le livre soit adopté en mini-série télévisée, filmée en 1971–1972. Dix-sept Moments de printemps est alors l'une des productions télévisées soviétiques les plus chères jamais filmées, tournée à une échelle somptueuse inhabituelle pour la télévision soviétique et tous les rôles principaux sont joués par des acteurs célèbres et respectés, ce qui a certainement contribué à son attrait. La mini-série suscite de nombreuses protestations de la part de l'Armée rouge, qui se plaint que la série donne l'impression que c'est le NKVD qui a remporté la Grande Guerre patriotique. La réalisatrice et scénariste Tatiana Lioznova reçoit donc l'ordre d'ajouter de nouvelles scènes montrant l'Armée rouge avançant et prenant Berlin. De ce fait, le tournage prend une année de plus, et la diffusion de la mini-série a lieu en 1973 alors qu'elle était prévue en 1972. Pour économiser de l'argent et donner un sentiment d'authenticité, les scènes de bataille ajoutées par Tatiana Lioznova sont principalement des images d'archives de la guerre. La mini-série Dix-sept Moments de printemps connait un énorme succès en 1973, attirant en moyenne 30 à 40 millions de téléspectateurs par soirée et transforme le personnage d'Isayev en un véritable phénomène culturel en Union soviétique.

## Personnage
Dans Dix-sept Moments de printemps, Stierlitz est le nom de couverture d'un super-espion soviétique, le colonel Maxim Maximovich Isaуev (Макси́м Макси́мович Иса́ев), dont le vrai nom est Vsevolod Vladimirovich Vladimirov (Все́волод Влади́мирович Владимиров).

## Romans avec Stierlitz
| Titre                                                                             | Années représentées | Années d'écriture |
| --------------------------------------------------------------------------------- | ------------------- | ----------------- |
| Бриллианты для диктатуры пролетариата (Diamants pour la dictature du prolétariat) | 1921                | 1974              |
| Пароль не нужен (Aucun mot de passe requis)                                       | 1921—1922           | 1966              |
| Нежность (Tendresse)                                                              | 1927                | 1975              |
| Испанский вариант (Variante espagnole)                                            | 1938                | 1973              |
| Альтернатива (Alternative)                                                        | 1941                | 1978              |
| Третья карта (Troisième carte)                                                    | 1941                | 1973              |
| Майор « Вихрь » (Tourbillon majeur)                                               | 1944—1945           | 1968              |
| Семнадцать мгновений весны (Dix-sept Moments du printemps)                        | 1945                | 1969              |
| Приказано выжить (L'Ordre doit survivre)                                          | 1945                | 1982              |
| Экспансия — I (Expansion – Partie I)                                              | 1946                | 1984              |
| Экспансия — II (Expansion – Partie II)                                            | 1946                | 1987              |
| Экспансия — III (Expansion – Partie III)                                          | 1947                | 1987              |
| Отчаяние (Désespoir)                                                              | 1947-1953           | 1990              |
| Бомба для председателя (Une bombe pour le président)                              | 1967                | 1970              |

## Adaptations
| Année | Travail                                                    | Genre            | Acteur               | Note |
| ----- | ---------------------------------------------------------- | ---------------- | -------------------- | --- |
| 1967  | Aucun mot de passe nécessaire                              | Film             | Rodion Nakhapetov    | Première adaptation de livres. |
| 1973  | Dix-sept Moments de printemps                              | Mini-série       | Viatcheslav Tikhonov | Considéré comme le thriller d'espionnage soviétique le plus réussi jamais réalisé et l'une des séries télévisées les plus populaires de l'histoire soviétique. |
| 1975  | Des diamants pour la dictature du prolétariat              | Film             | Vladimir Ivashov     | |
| 1976  | Vie et mort de Ferdinand Lues                              | Mini-série       | Vsevolod Safonov     | Adaptation de Une bombe pour le Président. |
| 1980  | Variante espagnole                                         | Film             | Uldis Dumpis         | Personnage renommé Schultz |
| 1983  | L'ordre est de survivre                                    | Lecture radio    | Viatcheslav Tikhonov | Suite directe de Dix-sept Moments de printemps. |
| 2009  | Isaev                                                      | Séries TV        | Daniel Strakhov      | Adaptation de Pas besoin de mot de passe, Diamants pour la dictature du prolétariat et Tendresse.                                                              |
| 2014  | Штирлиц. Попытка к бегству (Stirlitz. Tentative d’évasion) | Pièce de théâtre | Oleg Gorodetsky      | |